# Stibeutes rozsypali
Stibeutes rozsypali is een insect dat behoort tot de orde vliesvleugeligen (Hymenoptera) en de familie van de gewone sluipwespen (Ichneumonidae). De wetenschappelijke naam van de soort werd voor het eerst geldig gepubliceerd door Gregor in 1941.
De soort komt voor in een groot deel van Europa.